# 小野厚徳
小野 裕士(おの ゆうじ／本名：小野厚徳）は、日本のナレーター、フリーアナウンサー。2012年春までは小野 裕史(おの ゆうじ)名で活動した。

## 主な経歴
ナレーターデビューは、フジテレビの笑っていいとも!増刊号。
フォーミュラ1、MotoGP、鈴鹿8時間耐久レース等モーターレースの各メインステージの顔としてMCなどを長年務めた後、ブルームバーグテレビジョンの開局時からのアンカーマンの一人、ショップチャンネル（ジュピター・ショップチャンネル）のキャスト（番組を司会進行しながら、売り上げを立てる役職）を経るなどし、2012年4月からはアナウンサー業務に並行して動画の制作・活用コンサル活動も展開。ビジネスの世界でツールとして活用される、いわゆる〝ビジネス動画”の世界では草分け的存在である。24時間型TV通販チャンネルとビジネス動画、それぞれに黎明期から関わり続けている経験値と、そこで培った訴求ノウハウを広く活用して、動画販促ツールおよび動画取説の活用の有効性を提唱。この分野で、積極的にコンサル活動を推し進めつつ、出演やナレーションに留まらず、制作の統括までをもこなすという独自分野を築いている。2020年にはCCTV(中国中央電視台)のTV通販番組「日本健康生活館」で、統括ディレクションを担う。
鉄道各社各線の接近放送の声を、1980年代後半から担当することでも知られる。

### テレビ
- 笑っていいとも!増刊号 （フジテレビ、ナレーション/レギュラー）
- NHKスペシャル『マジック・キャッスル』他（NHK、ナレーション）
- 土曜大好き!830 （関西テレビ制作・フジテレビ系列、生コマーシャル/レギュラー）
- ズームイン!!朝! （日本テレビ、集英社からのお知らせコーナー（顔出し）/レギュラー）
- ビートたけしのTVタックル （テレビ朝日、リポーター）
- モーニングショー（テレビ朝日、リポーター）
- ブルームバーグテレビジョン（アンカーマン/レギュラー）
- 科学からの招待状（BS231、ナレーター）
- CCTV(中国中央電視台)/TV通販番組「日本健康生活館」(統括ディレクション）

### テレビショッピング
- ショップチャンネル（ジュピターショップチャンネル、番組キャスト/レギュラー）
- QVC（QVCジャパン、ライフスタイル・アドバイザー/レギュラー）
- ラジかるッポシュレ（日本テレビ、ショッピング・プレゼンター）
- ポシュレ・ミッドナイトデパート（日本テレビ、ショッピング・プレゼンター）
- NTTドコモテレビショッピング／らくらくホン 篇（民放各局、メインＭＣ/レギュラー）
- NTTドコモテレビショッピング／ドコモ光 篇（民放各局、メインＭＣ/レギュラー）

### ラジオ
- 私たち!結婚しました（茨城放送、メイン・パーソナリティ/レギュラー）
- 銀座ウイル こだわりラジオショッピング（ラジオ大阪・TBSラジオ系列、ショッピング・パーソナリティ/レギュラー）
- “かねふく明太パーク／ラジオCM：リズム版（J-WAVE)

### その他
- 電通 マスコミ功労者顕彰披露式／午餐会（総合司会）
- 楽天　EXPO（総合司会）
- フォーミュラ1日本グランプリ （メインMC、1990年～1995年）
- MotoGP（メインMC、1990年 - 1995年）
- 鈴鹿8時間耐久レース（メインMC）
- フォルツァ・フェラーリ（メインMC・実況）
- NHK 中東情勢シンポジウム（LIVEナレーター）
- セールスフォース World Tour Tokyo 2018 (Welcome MC)
- ラグビーワールドカップ2019　日本大会／関連各種イベント及びパーティー（総合司会・トークショー）
- 男性アイドルユニット「9bic /楽曲『ゴーストマシーン』」（楽曲内及びコンサートのストーリーテラー）
- TOKYO AUTO SALON2024「N moment / Hyundai」（総合MC＆実況）
- 「三菱自動車 新型トライトン 発売記念イベント」（総合＆トークショーMC／ゲスト：ヒロミ他）
- 日米安全保障条約60周年記念レセプション（バイリンガルMCをキャスティング）
- 2020年東京オリンピック・パラリンピック公式文化プログラム/日本外国特派員協会 記者発表会（通訳者をキャスティング）

### ビジネス動画
- Yahoo!、富士通、NTTデータ、京セラ、NEC、ジョンソンコントロールズ、グレイステクノロジー、ソリトン、コンカー、日経BP、日経QUICK、ビジネスブレイクスルー、アイティメディア、東京海上日動、JX日鉱日石エネルギー、大塚商会、KYB、あずさ監査法人、アビームコンサルティング、セールスフォース、日立ALOKA、ADOBE、日立、さとふる、総務省、日本精工、ミロク、旭硝子、JFEホールディングス、ヤマト運輸、コニカミノルタ、日本化薬、九州大学、防災対策機構、DELL、UQ、１stホールディングス、オムロン、フランクリンコヴィー、イグアス、トランス・コスモス、インフォマート、ぺんてる、リンクスセキュア、石垣、au、マイクロソフト、オラクル、Google、シトリックス、日立製作所、AJS、タカギ冷機、共信コミュニケーションズ、朝日インタラクティブ、プリベント少額短期保険、三井住友海上プライマリー生命、ディスコ、・・・ほか

### 公共アナウンス
- 鉄道・駅ホーム案内放送（東京メトロ：日比谷線、南北線ほか）